# Медаль «За выдающееся лидерство»
Медаль «За выдающееся лидерство» (англ. NASA Outstanding Leadership Medal) — награда Национального управления США по аэронавтике и исследованию космического пространства (НАСА), утверждённая в 1961 году. Награждаются государственные служащие за особенно выдающееся проявление лидерства в области технического или административного руководства НАСА.
Награда может быть вручена за проявление замечательных лидерских качеств, за длительное эффективное лидерство, способности, продемонстрированные в развитии административных талантов других служащих.